# Kamarás Katalin
Kamarás Katalin (Budapest, 1953. június 12. –) Széchenyi-díjas fizikus, fizikai kémikus. Édesanyja Osztovics Magda laboratóriumi szakorvos, édesapja Kamarás János gyermekkardiológus. 1976-ban szerezte diplomáját az Eötvös Loránd Tudományegyetem vegyészként, majd 1979-ben PhD fokozatát ugyanott. 1996-ban szerezte meg akadémiai doktori fokozatát a fizikai tudományok területén. 2000-ben habilitált fizikából a Budapesti Műszaki Egyetemen. 2016-tól a Magyar Tudományos Akadémia rendes tagja. 2023-ban Széchenyi-díjat kapott.